# Персиметрична матриця
Персиметрична матриця (англ. persymmetric matrix) — квадратна матриця, у якої елементи що симетричні відносно антидіагоналі(перпендикулярної діагоналі) рівні.

## Формальне означення

Однакові елементи позначені однаковим кольором для 5 × 5 матриці

Матриця {\displaystyle A=(a_{ij})} розміру n × n є персиметричною, якщо: 
{\displaystyle a_{ij}=a_{n-j+1,\,n-i+1}}
Це також можна виразити як {\displaystyle AJ=JA^{T}} де {\displaystyle J} — обмінна матриця.
Або як {\displaystyle A=JA^{T}J}.
Тут використана властивість, що обмінна матриця при множенні розвертає симетричну матрицю і вона стає персиметричною.

## Приклад
Персиметрична матриця розміру 5 × 5:
{\displaystyle A={\begin{bmatrix}a_{11}&a_{12}&a_{13}&a_{14}&a_{15}\\a_{21}&a_{22}&a_{23}&a_{24}&a_{14}\\a_{31}&a_{32}&a_{33}&a_{23}&a_{13}\\a_{41}&a_{42}&a_{32}&a_{22}&a_{12}\\a_{51}&a_{41}&a_{31}&a_{21}&a_{11}\end{bmatrix}}.}